# Mesa Reservada
Mesa Reservada fue un programa de televisión chileno emitido por La Red y conducido por Alfredo Lamadrid, donde invita a disfrutar un menú cultural, contundentes temas de fondo junto a invitados del espectáculo chileno. Conversaciones a la carta e interesante tertulia de sobremesa, junto a sus invitados. en el Club de la Unión y después en un Restaurante en Santiago.